# 宮川隆
宮川 隆（みやがわ りゅう、1983年7月6日 - ）は、日本の薬剤師、国立大学法人東京科学大学特任准教授、博士（理学）（東京大学2012年）である。なお、東京科学大学では、医療系キャンパスである湯島キャンパスの放射線取扱主任者（統括管理者）を務めている。
名古屋市立大学薬学部卒業、南カリフォルニア大学（USC）国際薬学臨床研修修了、東京大学大学院理学系研究科修了。

## 概要
宮川は東京科学大学安全本部放射線安全部門（ゼロカーボンエネルギー研究所・松本義久研究室）に所属し、専門は放射線生物学、分子生物学、腫瘍診断学、腫瘍治療学等である。また、環境省「放射線の健康影響に係る研究調査事業」、文部科学省「がんプロフェショナル養成基盤推進プラン」のメンバー、公益社団法人日本アイソトープ協会放射線取扱主任者講習・作業環境測定士講習講師、一般財団法人全日本情報学習振興協会外部講師かつ協会公式チャンネルのyoutuber、一般社団法人日本食育HEDカレッジ協力講師、KIPP中目黒〜中目黒小学校子供教室協力講師などエキスパートとしての活動範囲は多岐に渡る。
その他、恵比寿のめぐたま食堂で定期開催されるサイエンスカフェをはじめ各省庁、企業及び薬局、或いは地域として、東京都千代田区障害者よろず相談MOFCA、福島県南相馬市の学習センターや福島県飯舘村の交流センター「ふれ愛館」でのサイエンス講師、リクナビ薬剤師などのコラムニスト、漢方医学・漢方研究家として漢方薬・薬膳にも力を入れ、日本人に合った和食をベースにした和薬膳といった薬膳料理を考案するなどライフサイエンスのエキスパートでもある。
宮川の主な研究テーマは、がん放射線治療新規メカニズム解明、放射線治療バイオマーカー確立、Xistの発現違いにより放射線を受けたがん細胞の挙動における差の分子レベルでの研究、放射線治療効果のマーカーとして機能できる長鎖ncRNAの探索に関する研究、ゲノム中の遺伝子ではない部分の生体への影響に関する研究、PETイメージング研究、または新規放射性医薬品開発等。専門業務としては、核燃料や放射線管理などである。あらゆる化学物質を管理・扱える国家資格を持っている。

## 略歴
- 2007年3月、名古屋市立大学薬学部薬学科卒業、薬剤師免許取得
- 2009年3月、名古屋市立大学大学院薬学研究科修士課程修了、在学中に米国・南カルフォルニア大学（USC）で国際薬学臨床研修を修了
- 2012年3月、東京大学大学院理学系研究科博士課程修了、理学博士号取得、博士課程在籍中に日本学術振興会特別研究員DC2採用
- 2012年4月、日本学術振興会特別研究員（PD）
- 2013年4月、東京大学大学院医学系研究科人体病理学教室 特任助教
- 2014年 - 公益社団法人　日本アイソトープ協会　講師
- 2014年 - 株式会社リクルートメディカルキャリア　コラムニスト
- 2015年4月 -  2023年9月 東京大学医学部附属病院病理部特任助教、東京大学医学部附属病院放射線科放射線治療部門特任助教（兼任　国立研究開発法人量子科学技術研究開発機構放射線医学総合研究所客員研究員）を経て、東京大学医学部附属病院放射線科放射線診療部門助教兼放射性医薬品品質管理責任者（兼任　国立研究開発法人量子科学技術研究開発機構放射線医学総合研究所客員研究員）
- 2023年10月 -  2024年9月 東京工業大学キャンパスマネジメント本部放射線安全部門特任准教授
- 2024年10月 - 東京科学大学安全本部放射線安全部門特任准教授、兼任として、東京大学医学部附属病院放射線科放射線治療部門届出研究員、国立研究開発法人量子科学技術研究開発機構放射線医学総合研究所客員研究員、日本アイソトープ協会講師、各企業コラムのコラムニスト・講師、厚生労働省「薬物乱用防止啓発訪問事業」講師、農林水産省「うちの郷土料理」サイト英訳担当者、東京医薬看護専門学校非常勤講師（バイオ英語担当）、究進塾非常勤講師など。

## 逸話
所持資格として、薬剤師、調理師、衛生検査技師、和漢薬膳師、薬膳マイスター、第一種放射線取扱主任者、第一種作業環境測定士、衛生工学衛生管理者、第一種衛生管理者、甲種危険物取扱者、船舶に乗り組む衛生管理者など30以上の資格を所持している資格マニアとされる。そのため、資格一覧を表記する関係で、大学側から用意されているビジネス名刺以外に、個人で用意したプライベート名刺を持ち歩きコミュニケーションツールとして活用。
また、名古屋市立大学出身者の有名人ランキングや分子生物学者の有名人ランキングに常時ランクインしている。